# Menhir de Meada
Le menhir de Meada (en portugais : menir da Meada) est un mégalithe datant du Chalcolithique situé près de la municipalité de Castelo de Vide, dans le district de Portalegre, en Alentejo. C'est le plus grand menhir de la péninsule Ibérique.

## Situation
Le menhir se situe à une dizaine de kilomètres au nord de Castelo de Vide ; il se dresse à proximité de la Estrada Municipal 1006 (M1006) qui relie Castelo au lieu-dit « Meada », sur le territoire de la freguesia de Póvoa e Meadas, à quelques kilomètres de la frontière hispano-portugaise.

## Description
Le monolithe, composé de granite porphyroïde, mesure 7,15 m de haut pour un diamètre maximal d'1,25 m ; il pourrait symboliser un phallus,. Son poids est estimé à 15 tonnes,.

## Histoire
Le menhir de Meada est restauré en 1993, et déclaré Monumento Nacional en 2013.